# Mangelia attenuata
Mangelia attenuata là một loài ốc biển, là động vật thân mềm chân bụng sống ở biển trong họ Conidae, họ ốc cối.

## mô tả
Loài này có kích thước giữa 5 mm and 13 mm

## Phân bố
Chúng phân bố ở đông bắc Đại Tây Dương, in các vùng nước thuộc châu Âu và in Địa Trung Hải

## Hình ảnh

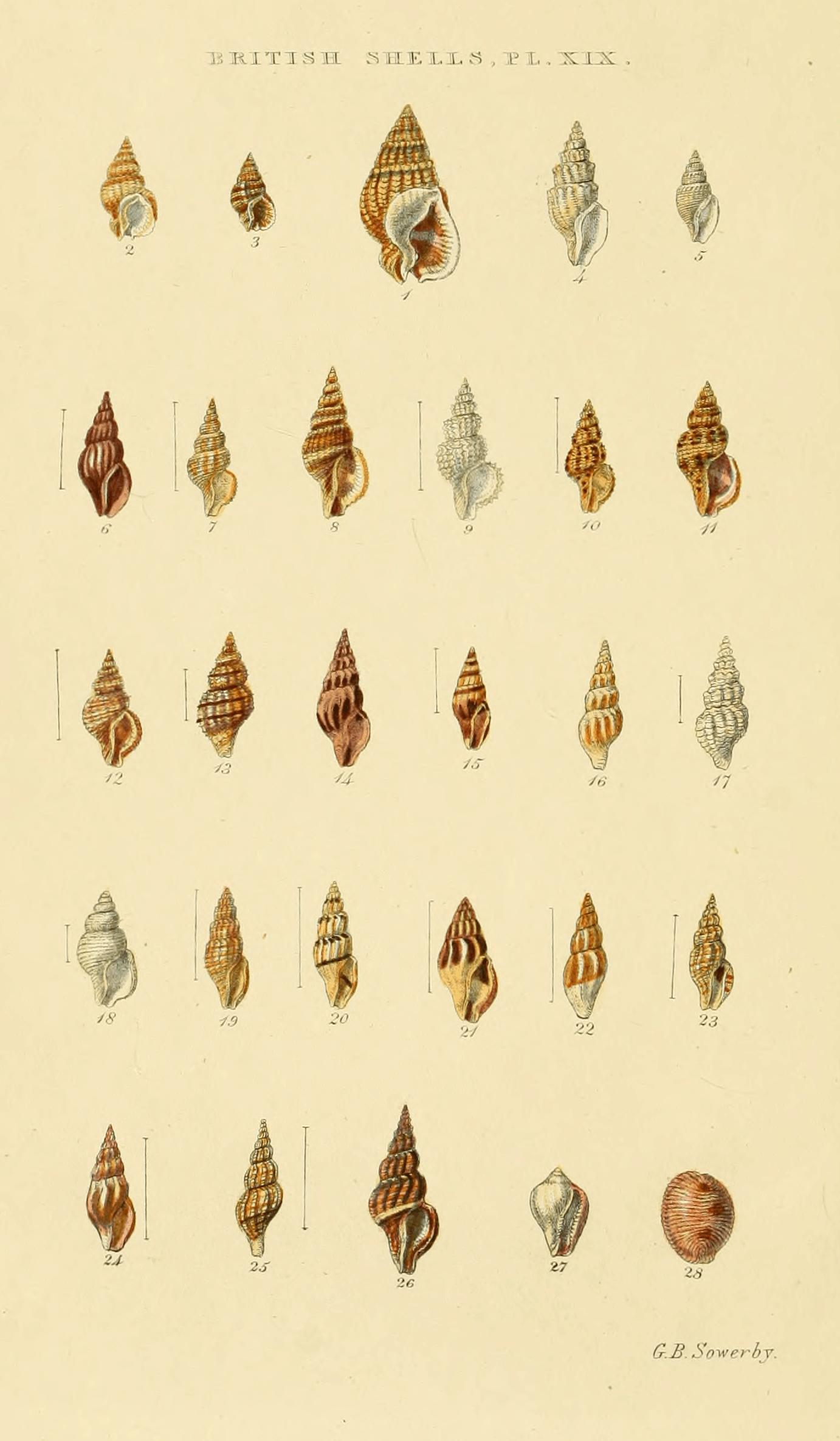